# أولو

موقع أولو

شعار أولو

أولو (بالفنلندية: Oulu؛ بالسويدية: Uleåborg) مدينة فنلندية يقطنها حوالي 198٬804 ساكن (31 مارس 2016)، عاصمة إقليم بوهيانما الشمالية. هي أكبر المدن في شمال فنلندا والخامسة على مستوى البلاد. وهي إحدى أقصى مدن العالم شمالاً.

## التاريخ

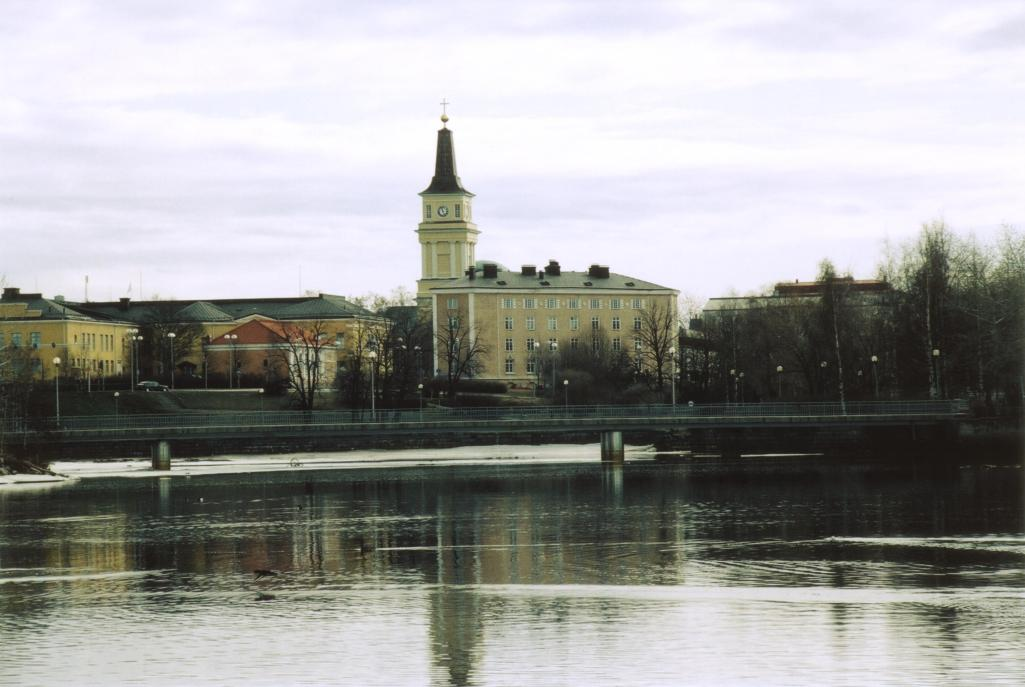
أولو

أسس كارل التاسع ملك السويد المدينة سنة 20 يوليو 1605 مقابل القلعة بنيت في جزيرة لينانسآري. هذه وقعت بعد التسويات السلمية مواتية مع الروس، والتي أزالت خطر وقوع هجوم عبر الممر المائي الرئيسي بين الشرق والغرب، ونهر أولو. وكانت مأهولة بالسكان والمناطق المحيطة بها قبل ذلك بكثير. تقع أولو من خليج بوتنيا، عند مصب نهر أولويوكي، وهو موقع تجاري قديم. ومعنى اسم أولو في اللغة تعنى 'مياه الفيضان'. وكانت مدينة أولو عاصمة لمقاطعة أولو 1776-2009.
في 1822، دمر حريق ضخم كثيراً من المدينة. أُلقيت على عاتق المعماري كارل لودفيش إنغل والمعروف في المقام الأول بمبانيه الكلاسيكية الحديثة (الأسلوب الإمبراطوري) حول ساحة مجلس الشيوخ بهلسنكي بوضع مخططاً لإعادة بناء المدينة. لا يزال هذا التصميم أساس مخطط مركز مدينة أولو مع تغييرات طفيفة. ومن تصاميمه أيضاً بـُنيت كاتدرائية أولو في العام 1832 في حين تم الانتهاء من البرج في عام 1844.

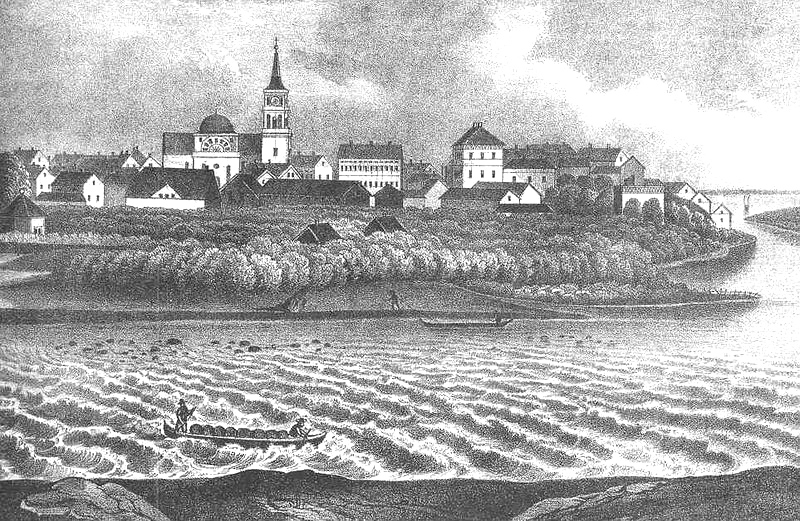
رسم لكاتدرائية أولو من القرن التاسع عشر.

من اشتهارها بخشب القطران وسمك السلمون في الماضي، تطورت أولو إلى مركز رئيسي في مجال التكنولوجيا العالية ولا سيما تكنولوجيا المعلومات والتكنولوجيا الصحية. تشمل الصناعات البارزة الأخرى صقل الأخشاب وكذلك الورق وصناعة الصلب. تبعد جامعة أولو ستة كيلومترات إلى الشمال من وسط المدينة. يقع مطار أولو في بلدية أولونسالو المجاورة، وهو ثاني أكثر المطارات نشاطاً في فنلندا.
دُمجت بلدية أوليكيمينكي في مدينة أولو في 1 يناير 2009.

## الاسم
كان هناك عدد من الاقتراحات لأصل اسم أولو. نظرية واحدة، والأكثر احتمالا، هو أنه سيكون من اشتقاق من كلمة فينية أوغرية تعني «مياه فيضان». لعلها كلمة دخيل من اللغة الصامية كما في الصامية الجنوبية åulo، ومعنى «ذوبان الجليد» أو åulot معنى «ذوبان الجليد». كما كانت هناك تكهنات بأن väylä الكلمات («الممر، قناة») وuoma («قناة النهر، والسرير») وسافو في الشمال uula كلمة جدلية هو على الارجح الحصول على قرض من oalli كلمة سامي ومتصلة أولو الاسم. هناك نظرية أخرى ترى الكلمة vuo الفنلندية التي تعني الفيضان، هي صيغة مـُعاد بناؤها لغوياً *uva وتعني «قاع النهر»، هو الأصل التاريخي للاسم.

## الثقافة
أشهر صادرات مدينة أولو الثقافية هي بطولة العالم للغيتار هوائي، وجوقة مييسكوورو هوتايات، وفرقة الميتال المنحلة سنتنسد.
يقيم في المدينة العديد من الفنانين والكتاب والموسيقيين. مجموعة متنوعة من الحفلات الموسيقية، سواء الروك والموسيقى الكلاسيكية، والجاز، وكذلك الأحداث الثقافية الأخرى تجري كل عام، على سبيل المثال، مهرجان أولو للموسيقى والفيديو—الدولة المضيفة بطولة العالم للغيتار هوائي وموزيكساين مسابقة أفلام الموسيقى—في آب / أغسطس، صخرة مهرجان سنوي كيوستوك في يوليو، ومهرجان الموسيقى أولو في فصل الشتاء، ومهرجان أولونسالو الموسيقى في الصيف، مهرجان أولو الإيرلندي في أكتوبر والأطفال الدولي السينمائي في نوفمبر تشرين الثاني. كالماه هو معدن الموت لحني النطاق من أولو، فنلندا التي شكلت في عام 1998.

## مشاهير أولو
- الموسيقار ليفي ماديتويا
- ثلاثة رؤساء سابقين للبلاد، كآرلو يوهو ستولبيرغ، كووستي كاليو ومارتي أهتيسآري
- فرقة البلاك ميتال إيمبالد نازاريني.
- يوني بيتكانن، مدافع فريق كارولينا هوريكانس بالدوري الأمريكي لهوكي الجليد.

## المعالم

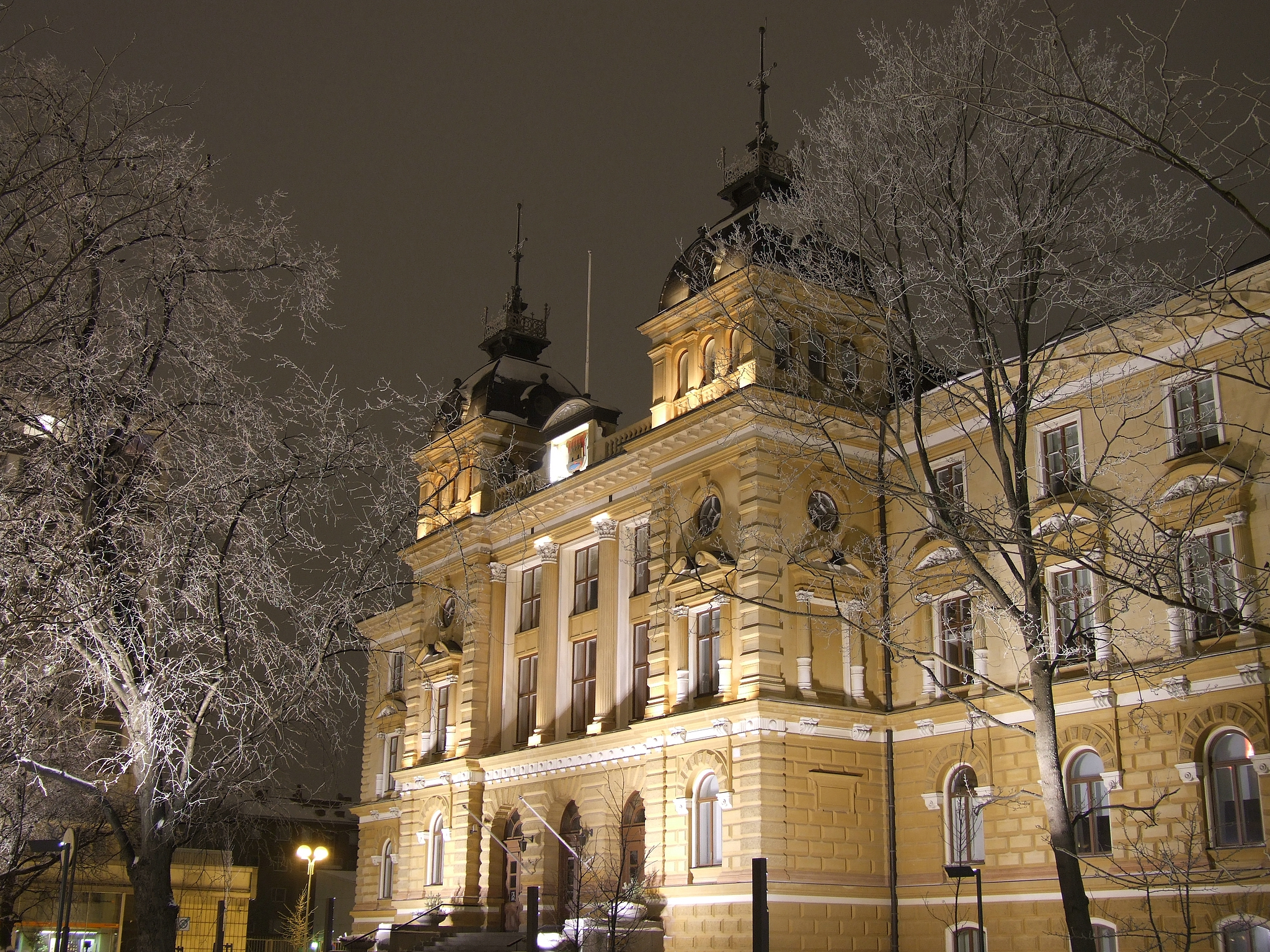
بلدية أولو.

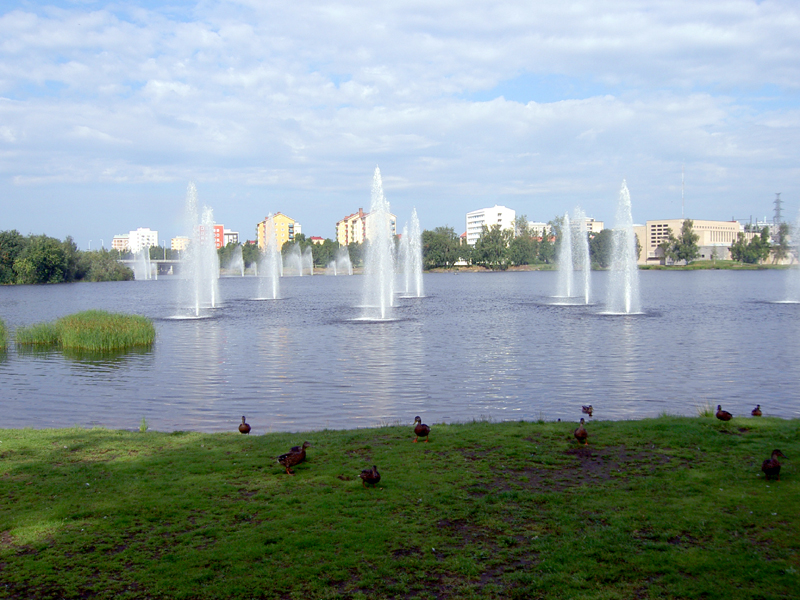
مشهد على نهر أولو نحو تويرا من بارك هوبيسآرت. ويمكن رؤية الماء محطة توليد الكهرباء على الجانب الأيمن. تويرا هي واحدة من أكبر المناطق أولو مع ما يقرب من 7000 نسمة.

- تييتوما (Tietomaa)، مركز العلوم مع أكثر من 150 معرض.
- حديقة أينولا، كانت سابقاً حديقة نباتية الجامعية قبل نقل الجامعة إلى لينانما.
- مركز منحدرات النهر، في منطقة مصب نهر أولو تتألف من جزر صغيرة متصلة بالجسور، والنوافير في وسط النهر، وتضم منطقة مباني سكنية من تصميم ألفار آلتو.
- شارع روتواري للمشاة
- ساحة السوق مع مكتبة المدينة، ومسرح المدينة ومخازن الملح والقطران القديمة
- حديقة مانرهايم
- كاتدرائية أولو
- هوبيسآرت، وهي منطقة حديقة كبيرة تقع عند مصب نهر أولو
- نصب ف.م. فرانزن التذكاري.
- متحف بوهيانما الشمالية
- متحف منشرة باتينييمي
- متحف المركبات
- حديقة جامعة أولو النباتية (تقع في لينانما)
- متحف أولو للفنون
- المعرض القطبي
- تكنوبوليس، قرية التكنولوجيا
- توركانسآري (الموقع) (متحف تاريخي في الهواء الطلق)

### أماكن الجذب أخرى

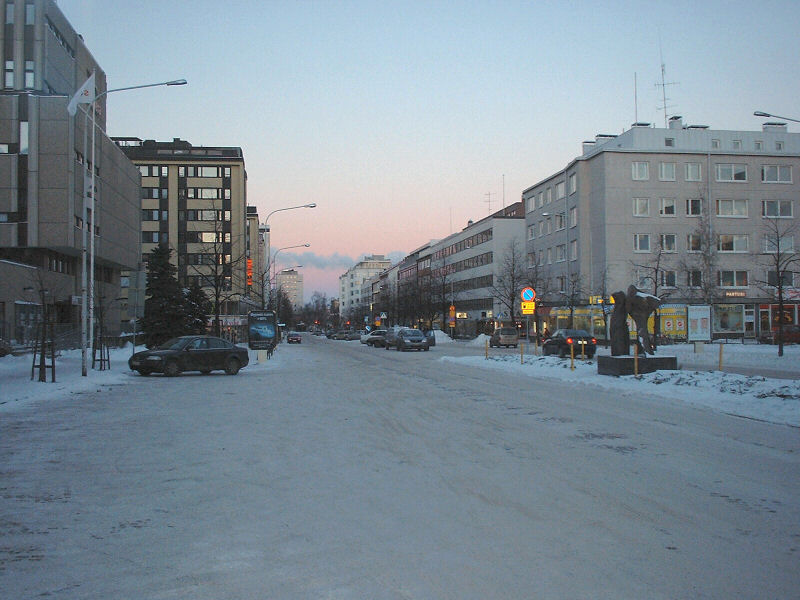
محطة سكة حديد في منطقة أولو، جنوب غربي على طول يبحث هاليتوسكاتو.

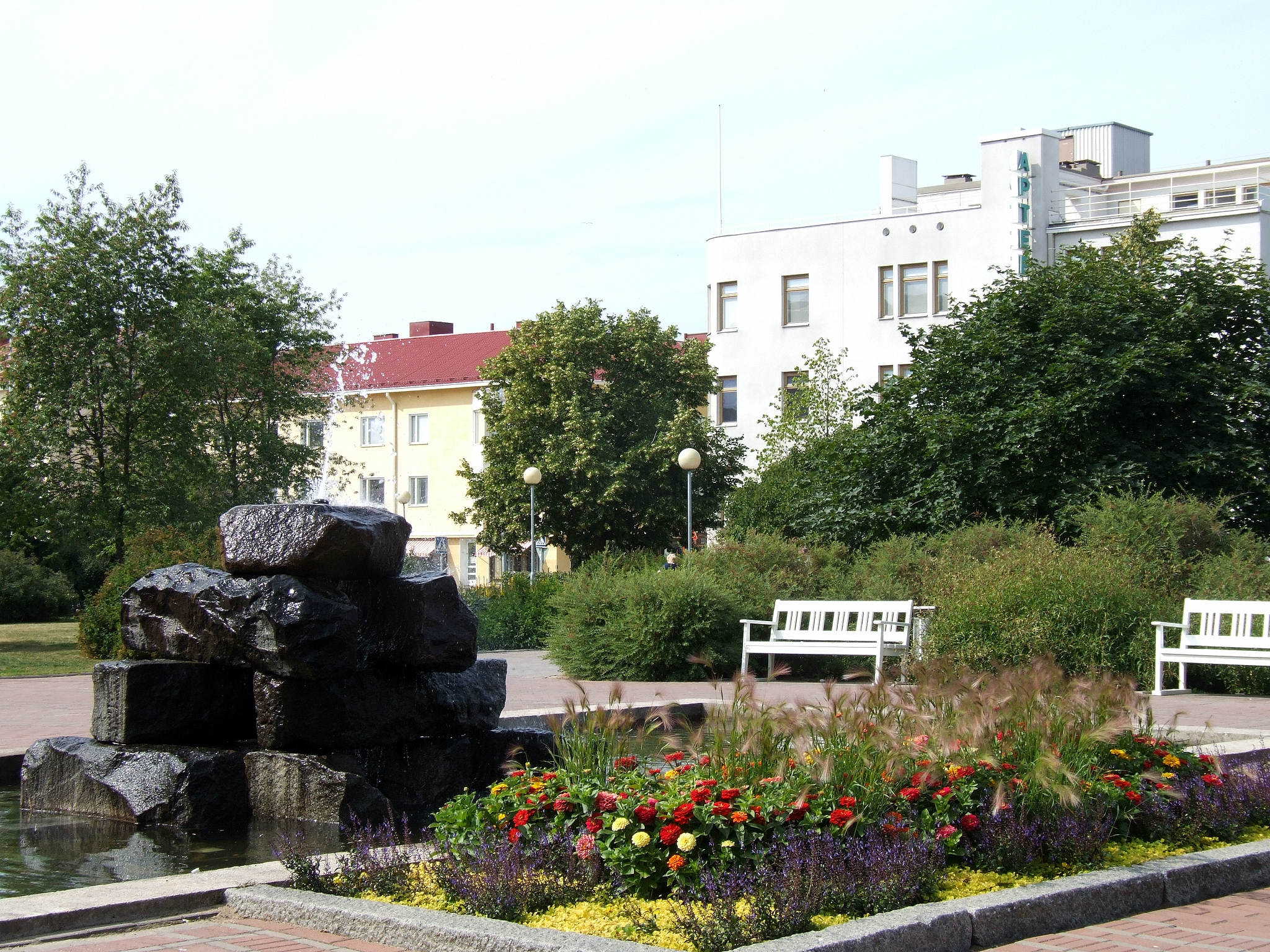
حديقة مانرهايم مكان مستراح المفضلة بالنسبة للكثيرين.

- مهرجان أولو لفيديو الموسيقى
- بطولة العالم الغيتار الهوائي
- مهرجان كيو ستوك للروك (الموقع)
- مهرجان يالوميتالي لموسيقى الميتال
- يالوميتالي الشتوي
- قاعة ماديتويا، تستضيف مركز أولو للموسيقى (الموقع) مقر أوركسترا أولو السمفونية
- قاعة أولو (كبير المرافق الرياضية والتي تتكون من قبة منخفضة، والتي تبدو إلى حد ما مثل صحن طائر هابط)
- ماراتون أولو حدث في أواخر مايو (منذ 1989)
- هذا الحدث ترفا التزلج مارس المبكر (منذ 1889)
- السباحة الشتوية بطولة العالم

## التعليم
تقع بالمدينة جامعة أولو وجامعة أولو للعلوم التطبيقية (سابقا أولو بوليتكنيك).
تعد أولو مقراً لأقصى مدرسة الهندسة المعمارية شمالية في العالم. المدرسة معروفة بأفكارها الإقليمية القوية لتطوير الهندسة المعمارية. تدعى هذه الحركة «مدرسة أولو» ("Oulun koulu") للعمارة.

## المواصلات
يخدم مطار أولو المدينة، وثاني أكبر مطار في فنلندا من حيث الحجم الركاب. ويقع مطار أولو في البلاد المجاورة Oulunsalo، على بعد 15 كيلومترا (9 ميل) من وسط المدينة.
ميناء أولو هو واحد من أكثر الموانئ ازدحاما داخل خليج باثينيان. تشمل ميناء أولو أربعة مجالات ميناء منفصلة : Vihreäsaari النفط والاحواض والسائبة، والاحواض Nuottasaari والاحواض والارصفة Oritkari Toppila.
الوقت أقصر من السفر أولو محطة سكة حديد لمحطة سكك حديد هلسنكى الوسطى 5 ح 44 دقيقة، التي تديرها الواقع الافتراضي. وجهات أخرى من بينها، على سبيل المثال، كولاري، روفانييمي، سينايوكي وتامبيري.
الطريق الأكثر أهمية في أولو هو الطريق السريع 4 (E8/E75) الذي يمتد من هلسنكي إلى أوتسيوكي عبر لهتي، يوفاسكولا، أولو، وكيمي روفانييمي. الطرق السريعة الأخرى التي تعمل من وإلى أولو هي الطريق السريع 20 إلى كوسامو والطريق السريع 22 إلى كايآني.

## التوظيف
بحلول 31 ديسمبر 2005، كان يعمل السكان الناشطين العاملين على النحو التالي :

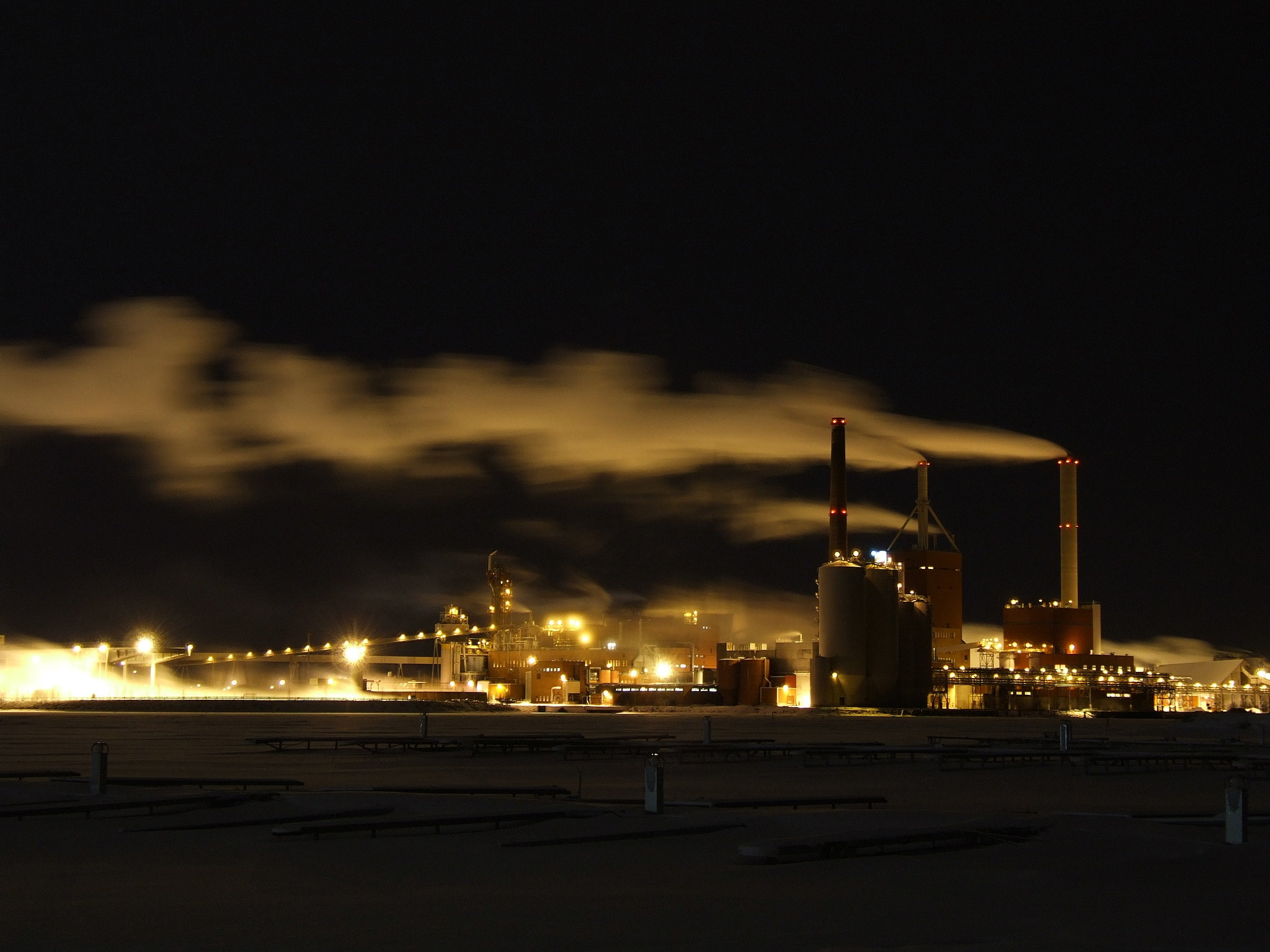
ستورا إنسو لديه مصنع مهم لصناعة الورق في أولو.

| القطاع           | عدد العامين |
| ---------------- | ----------- |
| الخدمات          | 36,616      |
| الصناعة          | 11,439      |
| التجارة          | 9,394       |
| البناء           | 4,659       |
| النقل            | 4,469       |
| الزراعة والحراجة | 471         |
| غير معلوم        | 1,200       |
| المجموع          | 68,248      |

في عام 2008، كان أهم أرباب العمل :
| الجهة                               | عدد الموظفين |
| ----------------------------------- | ------------ |
| مدينة أولو                          | 9,760        |
| مستشفى بوهيانما الشمالية            | 5,546        |
| مجموعة نوكيا                        | 4,700        |
| جامعة أولو                          | 3,050        |
| الهيئة المشتركة للتعليم بمنطقة أولو | 1,651        |
| مجموعة ستورا إنسو                   | 1,155        |
| مجموعة كسكو                         | 1,054        |
| شركة إيتيلا                         | 920          |
| شركة مجموعة أرينا (مجموعة إس)       | 830          |
| معهد الشماسات                       | 694          |

## الرياضة

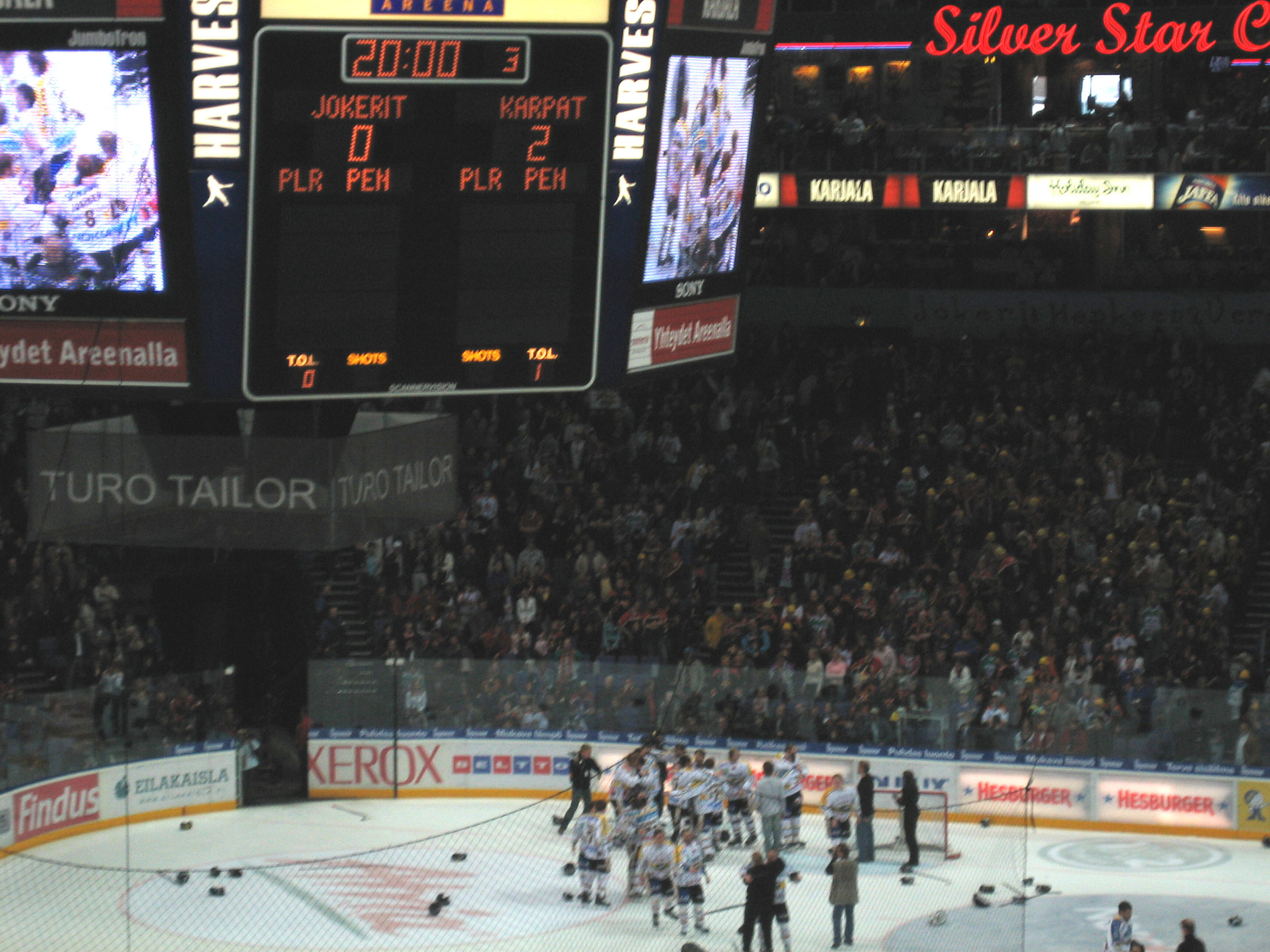
كاربات يفوز بالذهب عقب تغلبه على يوكيريت في نهائي 2005.

هوكي الجليد هي أكثر الرياضات متابعة في أولو. فاز فريق المدينة في هوكي الجليد أولو كاربات بلقب بطولة دوري النخبة الفنلندي ست مرات (1981، 2004، 2005، 2007، 2008 و 2014). كما تحصلوا على مركز الوصيف في كأس ابطال أوروبا مرتين عامي 2005 و 2006.
لأولو فريقان في دوري الدرجة أعلى لرياضة الباندي. أصبح أولون لويستنسيورا بطل فنلندا 14 مرة، وأولون بالونسيورا 7 مرات. وفي عام 2001 كانت المدينة المكان الرئيسي لبطولة العالم للباندي.
ينافس نادي آ سي أولو ضمن دوري الدرجة الأولى الفنلندي لكرة القدم.
ماراثون وعدو تروا هو حدث يقام سنوياً في أواخر مايو (منذ 1989).

## العلاقات الدولية

### التوأمة
أولو متوأمة مع:
| - ألتا، النرويج (منذ 1948) | - هاله، ألمانيا (منذ 1968) |

### صداقة
- سنداي، اليابان (منذ 2005)

## وصلات الخارجية
- مدينة أولو – الموقع الرسمي
- 65 درجة شمالا : جريدة أولو باللغة الإنجليزية
- أولو هذا أسبوع جدول فاعليات